# Gerard Descarrega
Gerard Descarrega Puigdevall (La Selva del Camp, 2 maggio 1994) è un atleta paralimpico spagnolo specializzato nelle gare di velocità e salto in lungo e classificato T12 fino al 2013 e successivamente T11 a causa di una retinite pigmentosa che lo ha portato progressivamente alla cecità.

## Biografia
Affetto da retinite pigmentosa, inizia a praticare l'atletica leggera all'età di dodici anni e già dopo soli cinque anni prende parte ai campionati mondiali di atletica leggera paralimpica di Christchurch 2011, dove conquista due medaglie di bronzo nei 400 metri piani T12 e nella staffetta 4×100 metri T11-13, fermandosi invece al nono posto in classifica nei 200 metri piani T12.
Nel 2012, dopo essersi guadagnato due argenti ai campionati europei paralimpici di Stadskanaal nei 200 metri piani T12 e nella staffetta 4×100 metri T11-12, partecipa ai Giochi paralimpici di Londra, dove raggiunge la quarta posizione nei 400 metri piani T12, non riuscendo invece a superare le batterie di qualificazione dei 200 metri piani T12.
Ai mondiali paralimpici di Lione 2013 torna a piazzarsi quarto nei 400 metri piani T12 e nella staffetta 4×100 metri T11-13, mentre dagli europei di Swansea 2014, dopo un cambio di classificazione da T12 a T11 per il peggioramento della sua disabilità visiva, torna a casa con la medaglia d'argento dei 200 metri piani T11 e quella di bronzo della staffetta 4×100 metri T11-13.
Nel 2015 partecipa ai campionati mondiali paralimpici di Doha conquistando la medaglia di bronzo e il nuovo record europeo nei 400 metri piani T11 (51"28), oltre alla medaglia di bronzo nella staffetta 4×100 metri T11-13. L'anno successivo prende parte ai Giochi paralimpici di Rio de Janeiro 2016, laureandosi campione paralimpico dei 400 metri piani T11. Questo successo viene riconfermato nel 2017, quando ai campionati del mondo paralimpici di Londra sale sul gradino più alto del podio dei 400 metri piani T11, fermandosi invece alla settima posizione dei 200 metri piani T11, e nuovamente nel 2018, grazie alla medaglia d'oro nei 400 metri piani T11 e nel salto in lungo T11, in entrambi i casi battendo il record dei campionati agli europei paralimpici di Berlino.
Nel 2019 partecipa ai campionati mondiali paralimpici di Doha, dove però finisce squalificato sia nei 100 che nei 400 metri piani T11. Agli europei paralimpici di Bydgoszcz 2021 conquista due medaglie d'argento nei 400 metri piani T11 e nel salto in lungo T11 e quella di bronzo nei 100 metri piani T11. Lo stesso anno alle Paralimpiadi di Tokyo si riconferma campione paralimpico dei 400 metri piani T11 e conclude in quinta posizione la gara dei 100 metri piani T11.

## Palmarès
| Anno | Manifestazione       | Sede           | Evento                   | Risultato  | Prestazione | Note                          |
| ---- | -------------------- | -------------- | ------------------------ | ---------- | ----------- | ----------------------------- |
| 2011 | Mondiali paralimpici | Christchurch   | 200 m piani T12          | 9º         | 23"46       |                               |
| 2011 | Mondiali paralimpici | Christchurch   | 400 m piani T12          | Bronzo     | 51"88       |                               |
| 2011 | Mondiali paralimpici | Christchurch   | Staffetta 4×100 m T11-13 | Bronzo     | 45"45       |                               |
| 2012 | Europei paralimpici  | Stadskanaal    | 200 m piani T12          | Argento    | 23"86       |                               |
| 2012 | Europei paralimpici  | Stadskanaal    | Staffetta 4×100 m T11-13 | Argento    | 45"89       |                               |
| 2012 | Giochi paralimpici   | Londra         | 200 m piani T12          | Batteria   | 23"19       |                               |
| 2012 | Giochi paralimpici   | Londra         | 400 m piani T12          | 4º         | 50"68       |                               |
| 2012 | Giochi paralimpici   | Londra         | Staffetta 4×100 m T11-13 | Finale     | dnf         |                               |
| 2013 | Mondiali paralimpici | Lione          | 200 m T12                | Semifinale | 23"37       |                               |
| 2013 | Mondiali paralimpici | Lione          | 400 m T12                | 4º         | 52"05       |                               |
| 2013 | Mondiali paralimpici | Lione          | Staffetta 4×100 m T11-13 | 4º         | 45"00       |                               |
| 2014 | Europei paralimpici  | Swansea        | 200 m piani T11          | Argento    | 23"91       |                               |
| 2014 | Europei paralimpici  | Swansea        | 400 m piani T11          | Finale     | dq          |                               |
| 2014 | Europei paralimpici  | Swansea        | Staffetta 4×100 m T11-13 | Bronzo     | 46"45       |                               |
| 2015 | Mondiali paralimpici | Doha           | 200 m piani T11          | Semifinale | 23"49       |                               |
| 2015 | Mondiali paralimpici | Doha           | 400 m piani T11          | Argento    | 51"28       | Record europeo                |
| 2015 | Mondiali paralimpici | Doha           | Staffetta 4×100 m T11-13 | Bronzo     | 44"24       |                               |
| 2016 | Giochi paralimpici   | Rio de Janeiro | 400 m piani T11          | Oro        | 50"22       |                               |
| 2016 | Giochi paralimpici   | Rio de Janeiro | Staffetta 4×100 m T11-13 | Batteria   |             |                               |
| 2017 | Mondiali paralimpici | Londra         | 200 m piani T11          | 7º         | 23"71       |                               |
| 2017 | Mondiali paralimpici | Londra         | 400 m piani T11          | Oro        | 51"46       |                               |
| 2017 | Mondiali paralimpici | Londra         | Staffetta 4×100 m T11-13 | Finale     | dq          |                               |
| 2018 | Europei paralimpici  | Berlino        | 100 m piani T11          |            | dq          |                               |
| 2018 | Europei paralimpici  | Berlino        | 400 m piani T11          | Oro        | 50"65       | Record dei campionati         |
| 2018 | Europei paralimpici  | Berlino        | Salto in lungo T11       | Oro        | 6,37 m      | Record dei campionati         |
| 2019 | Mondiali paralimpici | Dubai          | 100 m piani T11          | Finale     | dq          |                               |
| 2019 | Mondiali paralimpici | Dubai          | 400 m piani T11          | Finale     | dq          |                               |
| 2021 | Europei paralimpici  | Bydgoszcz      | 100 m piani T11          | Bronzo     | 11"34       | Miglior prestazione personale |
| 2021 | Europei paralimpici  | Bydgoszcz      | 400 m piani T11          | Argento    | 51"80       |                               |
| 2021 | Europei paralimpici  | Bydgoszcz      | Salto in lungo T11       | Argento    | 5,78 m      |                               |
| 2021 | Giochi paralimpici   | Tokyo          | 100 m piani T11          | 5º         | 11"39       |                               |
| 2021 | Giochi paralimpici   | Tokyo          | 400 m piani T11          | Oro        | 50"42       |                               |
| 2023 | Mondiali paralimpici | Parigi         | 400 m piani T11          | Argento    | 51"18       |                               |